# Maciej Miechowita
Maciej Miechowita (benämnd Matthias de Miechow i Libris), född 1457, död 8 september 1523, var en polsk historiker, geograf och läkare, bland annat verksam i Kraków.
Miechowitas "Tractatus de duabus Sarmatiis" anses vara den första mer genomgående geografiska och etnografiska beskrivningen av östra Europa från polska Wisła, till Don och Kaspiska Havet. 
Hans krönika "Chronica Polonorum" på latin från 1521 beskriver polsk historia och geografi. Verket fanns att tillgå för svenska lärda vid dess samtid, ex hänvisat till i Olof Rudbeck d.ä. Atlantica.